# Cubillas de los Oteros
Cubillas de los Oteros ist ein Ort und eine nordspanische Gemeinde mit 137 Einwohnern (Stand: 2024) in der Provinz León und der Region Kastilien-León. Neben dem Hauptort Cubillas de los Oteros gehört die Ortschaft Gigosos de los Oteros zur Gemeinde.

## Lage und Klima
Cubillas de los Oteros liegt etwa 23 Kilometer südsüdöstlich von León im Nordwesten der Iberischen Meseta in einer Höhe von ca. 775 m. 
Das Klima im Winter ist rau, im Sommer dagegen trocken und warm; der Regen (499 mm/Jahr) fällt überwiegend im Winterhalbjahr.

## Bevölkerungsentwicklung
| Jahr      | 1970 | 1981 | 1991 | 2001 | 2011 | 2021 |
| Einwohner | 473  | 305  | 265  | 211  | 156  | 133  |

Aufgrund der durch die Mechanisierung der Landwirtschaft und der Aufgabe von bäuerlichen Kleinbetrieben ausgelösten Landflucht ist die Bevölkerung des Dorfes seit der Mitte des 19. Jahrhunderts kontinuierlich gewachsen.

## Sehenswürdigkeiten

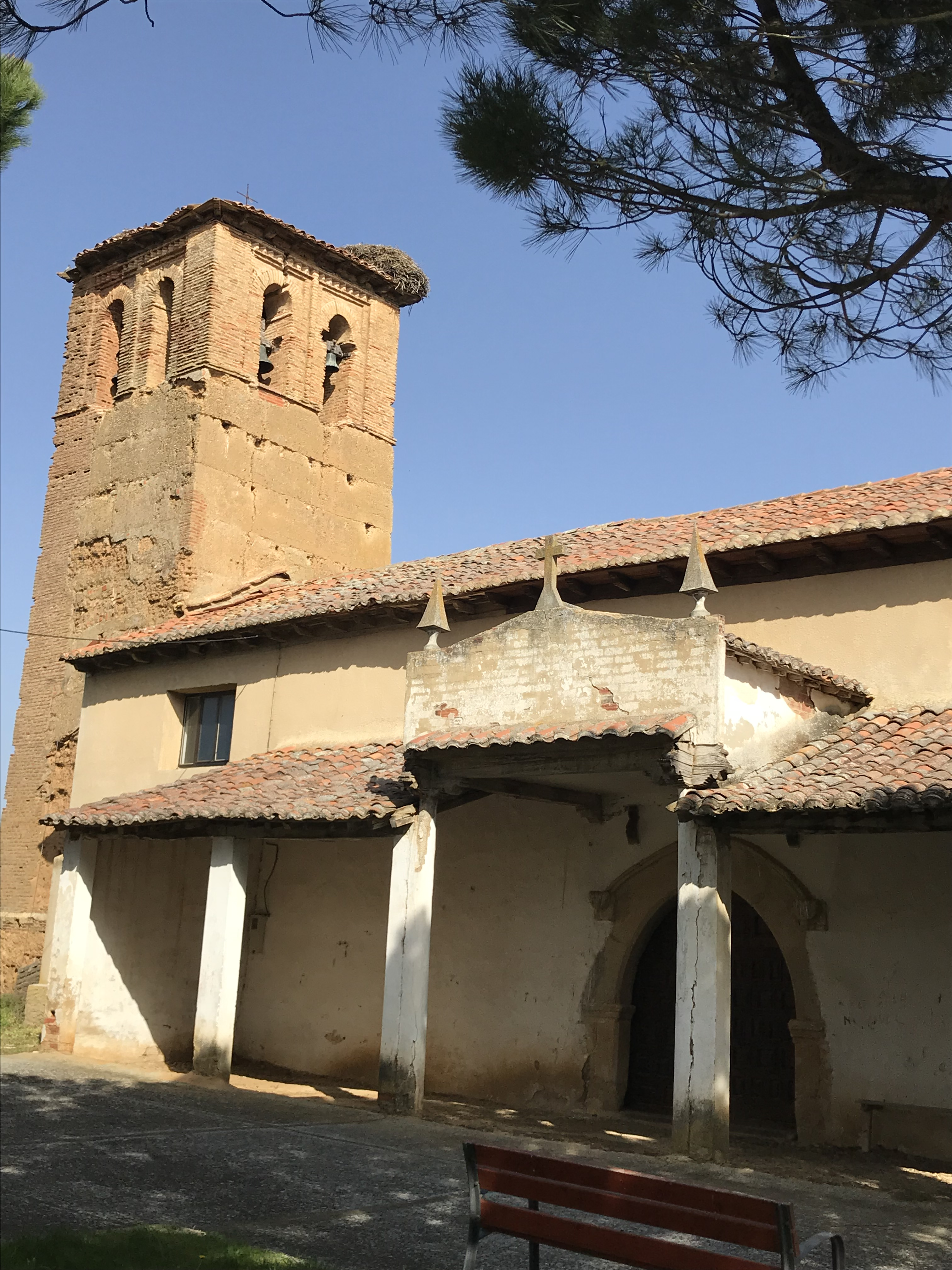
Stephanuskirche
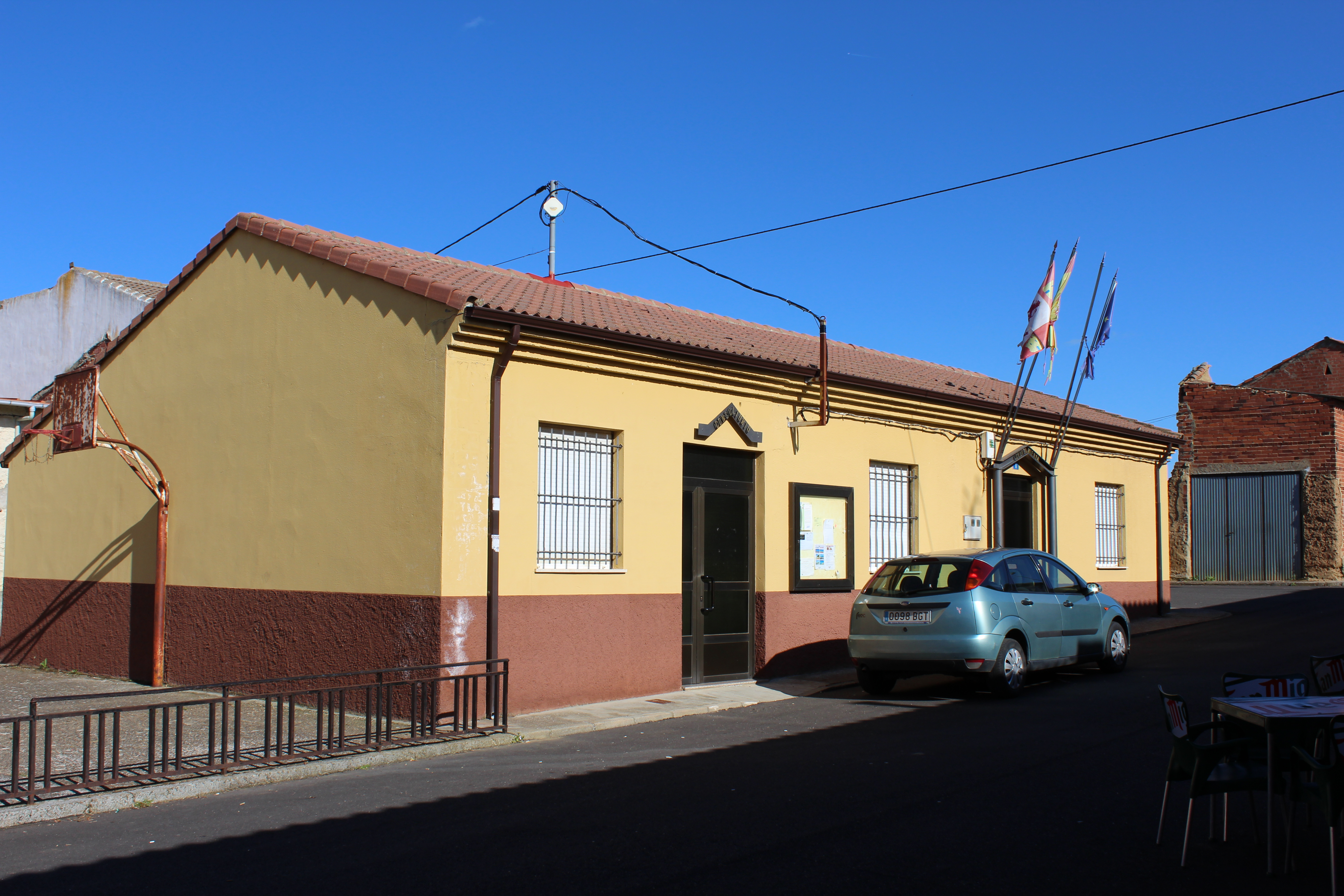
Rathaus

- Stephanuskirche
- Rathaus